# 日立システムズ
株式会社日立システムズ（英: Hitachi Systems, Ltd.）は、東京都品川区に本社を置く、日本のシステムインテグレーター（メーカー系）。日立グループの情報通信分野の中核を担う企業。メーカー系システムインテグレーターでは業界最大手。

## 概要
- 2011年10月、日立グループの情報通信分野再編に伴い、前年の日立ソリューションズ発足に続き、日立電子サービスと日立情報システムズの2社が合併し設立された[1]。
- 日立グループにおける情報通信事業分野の中核企業であり、運用・保守を中心として幅広い規模・業種に向けたシステムソリューションを行う。
- 日立グループ内ではHISYS（ハイシス）という略称が使用されている。
- 運用、保守を中心とはしているが、システムの導入コンサルティングから設計・構築、導入まで、ITライフサイクル全領域をカバーするワン・ストップ・サービスを提供している。
- 事業ブランド「Human*IT」

## 沿革
- 2011年（平成23年）10月 - 日立電子サービスと日立情報システムズが対等合併し日立システムズ発足。グローバルソリューションの本格展開を開始。
- 2012年（平成24年）10月 - 福島県郡山市にコンタクトセンターを開設。
- 2013年（平成25年）7月 - 仙台市青年文化センターの命名権を取得し「日立システムズホール仙台」とした[2]。
- 2013年（平成25年）10月 - 福島県郡山市に郡山第二コンタクトセンターを開設。
- 2014年（平成26年）3月 - 株式会社日立システムズパワーサービスを設立[3]。
- 2014年（平成26年）7月 - 日立系統（広州）有限公司上海分公司を設立[4]。
- 2020年（令和2年）12月 - 日立システムズのITサービスにて不正侵入が発生し複数のユーザが被害を受けた。[5]

## 事業・サービス内容

### 主要事業
以下の4つが主な事業である。
- システム構築事業
- システム運用・監視・保守事業
- ネットワークサービス事業
- 情報関連機器・ソフトウェアの販売と開発

上記以外にも、ファシリティサービス事業や購入代行・サプライサービス事業等も行っている。

### 主要サービス
- クラウドサービス
- ビジネスサービス
- マネージドサービス
  - BPO
  - コンタクトセンター
  - 運用サービス
  - データセンターサービス
- グローバルソリューション
- 業務別ソリューション
  - 経営企画関連
  - 経理・会計関連
  - 総務・人事関連
- 業種別ソリューション
  - 公共・社会関連
 - 公共事業のライフサイクルをトータルサポートするソリューションであるCYDEEN
 - 自治体ソリューションADWORLD
  - 介護・福祉関連
 - 介護・福祉事業者向け業務管理システム福祉の森
  - 金融関連
 - 金融業向けソリューションを銀行、証券、保険などの業種別に体系化したFinnova
  - 製造・流通関連
 - 製造・流通業向け基幹業務ソリューションであるFutureStage
 - 流通BMS対応EDIソリューションREDISuite
  - サービス業関連

その他、農林水産業や鉱業、建設業など向けにも商品を展開している。
- ICT基盤ソリューション
  - サーバー/クライアント
  - ネットワーク
  - セキュリティ
  - ファシリティ
  - アドバンスド・メンテナンス
  - オープンプロダクト調達

## 主な拠点

### 国内
- 本社
  - 東京本社 - 東京都品川区大崎1-2-1 大崎フロントタワー
  - 東京本社第一別館 - 東京都品川区大崎1-2-2 アートヴィレッジ大崎セントラルタワー
  - 東京本社第二別館 - 東京都品川区大崎1-11-1 ゲートシティ大崎ウエストタワー
- 東北
  - 東北支社
  - 北東北支店
- 関東
  - 関東甲信越支社
  - 千葉支店
  - 茨城支店
- 東京・神奈川
  - 日本橋オフィス
  - 門前仲町オフィス
  - 越中島オフィス
  - 立川オフィス
  - 横浜オフィス
  - 戸塚オフィス
  - 湘南オフィス
- 中部
  - 中部支社
  - 三河オフィス
  - 静岡支店
  - 岐阜オフィス
  - 三重オフィス
  - 北陸支店
- 近畿
  - 関西支社 新ダイビル
  - 西本町オフィス
  - 千里オフィス
  - 京都支店
  - 神戸支店
- 中国
  - 中国支社
  - 岡山支店
  - 東中国オフィス
  - 山口支店
  - 周南オフィス
- 九州
  - 福岡オフィス

ほか

### 海外
- 米国
  - サンディエゴ
  - サンタクララ
- 英国
  - ロンドン
- カナダ
  - モントリオール
- オーストラリア
  - シドニー
- タイ
  - バンコク
- シンガポール
  - シンガポール
- インド
  - デリー
- 中国
  - 北京
  - 上海
  - 大連
  - 済南
  - 広州
  - 深圳

ほか

## 主なグループ会社

### 国内
- （株）北海道日立システムズ
- （株）九州日立システムズ
- （株）日立システムズエンジニアリングサービス
- （株）日立システムズフィールドサービス
- （株）日立システムズパワーサービス

### 海外
- Cumulus Systems Inc.
- Cumulus Systems Private Ltd.
- Hitachi Sunway Information Systems Sdn. Bhd.
- Hitachi Sunway Information Systems (Singapore), Pte. Ltd.
- Hitachi Sunway Information Systems (Thailand), Ltd.
- Hitachi Sunway Information Systems (Philippines), Inc.
- PT. Hitachi Sunway Information Systems (Indonesia)
- Hitachi Systems Vietnam Company Ltd.
- Hitachi Sunway Data Centre Services Sdn. Bhd.
- Hitachi Sunway Network Solutions (S) Pte. Ltd.
- Hitachi Sunway Network Technologies, Pte. Ltd.
- Hitachi Sunway Network Solutions (M) Sdn. Bhd.
- Hitachi Systems Micro Clinic Pvt. Ltd.
- 日立系統（広州）有限公司
- Hitachi Systems CBT S.p.A.

## スポーツ
- 女子ライフル射撃部[9]